# Due fratelli (film 2022)
Due fratelli (Un petit frère) è un film del 2022 scritto e diretto da Léonor Serraille.
È stato presentato in concorso al 75º Festival di Cannes.

## Trama
Negli anni ottanta, l'ivoriana Rose emigra in Francia coi suoi due figli, il maggiore Jean ed il minore Ernest, ancora bambini. La storia si svolge nell'arco di vent'anni, concentrandosi in tre capitoli sui tre membri della famiglia col passare del tempo.

## Distribuzione
Il film è stato presentato in anteprima il 27 maggio 2022 in concorso al 75º Festival di Cannes. È stato distribuito nelle sale cinematografiche francesi a partire dal 1º febbraio 2023 e in quelle italiane dal 31 agosto 2023.

## Riconoscimenti
- 2022 - Festival di Cannes[1]
  - Menzione speciale al Prix CST de l'Artiste-Technicien per Marion Burger
  - In concorso per la Palma d'oro